# Pawel Petrowitsch Korowkin
Pawel Petrowitsch Korowkin (in anderer Transkription Pavel Korovkin, russisch Павел Петрович Коровкин, * 9. Juli 1913 in Wessjegonsk; † 11. August 1985) war ein russischer Mathematiker.
Korowkin wurde als Sohn einer armen Bauernfamilie geboren. Er verlor sehr früh seinen Vater und wuchs zwischen 1914 und 1920 in einem Kinderheim auf. 1930 beendete er in Leningrad die Schule und hatte als Gewinner eines Mathematik-Wettbewerbs das Recht, ohne Aufnahmeprüfung das Studium an der Fakultät für Mathematik und Mechanik der staatlichen Universität Leningrad aufzunehmen, wovon er nach einem Jahr Arbeit Gebrauch machte. Er studierte bei W. I. Smirnow und promovierte 1939 mit einer Arbeit über orthogonale Polynome. Anschließend ging er an das pädagogische Institut der staatlichen Universität von Kalinin.
Zu Beginn des Zweiten Weltkriegs meldete sich P. P. Korowkin als Freiwilliger und begann eine militärische Karriere.
Im Dezember 1945 setzte er seine Arbeit am pädagogischen Institut von Kalinin fort, habilitierte 1947 mit einer
Arbeit über Konvergenz von Polynom-Folgen und wurde 1948 zum Professor ernannt. Am Moskauer Staatlichen Institut für Kraftfahrzeugwesen und Straßenbau leitete er von 1958 bis 1970 die Abteilung für höhere Mathematik, anschließend übernahm er die Leitung der Abteilung für mathematische Analysis an der staatlichen Ziolkowski-Universität in Kaluga.
Korowkins Hauptarbeitsgebiete waren orthogonale Polynome, Approximationstheorie und Potentialtheorie. Seit Beginn der 1950er Jahre wandte er sich der Funktionalanalysis zu und untersuchte die Stabilität des äußeren Dirichlet-Problems und das Konvergenzverhalten linearer positiver Operatoren auf Räumen stetiger Funktionen. Die Begriffe Satz von Korowkin und die daraus entstandene Theorie der Korowkin-Approximation sind mit seinem Namen verbunden.